# جیمز آلودی
جیمز آلودی (به انگلیسی: James Allodi) (زاده ۲۶ فوریهٔ ۱۹۶۷) بازیگر کانادایی است.
از کارهای معروف او می‌توان به بازی در فیلم ویلبی شگفت‌انگیز اشاره کرد.

## فیلم‌شناسی
فهرست برخی از فیلم‌ها و مجموعه‌هایی که جیمز آلودی در آن‌ها به ایفای نقش پرداخته‌است:
- به‌سوی جنوب (۱۹۹۴–۱۹۹۶)
- عامل ناشناخته (۱۹۹۷–۱۹۹۹)
- حواس پنج‌گانه (۱۹۹۹)
- حادثه‌جویان (۱۹۹۹)
- ویلبی شگفت‌انگیز (۲۰۰۴)
- کیک برفی (۲۰۰۶)